# Chantez, dansez, mes belles !
Pour l’article homonyme, voir Dance, Girl, Dance (film, 1933).
Pour plus de détails, voir Fiche technique et Distribution.
Chantez, dansez, mes belles ! (titre original : Dance, Girl, Dance) est un film américain en noir et blanc réalisé par Dorothy Arzner, sorti en 1940.

## Synopsis
Judy et Bubbles sont des amies danseuses, l'une ballerine, l'autre danseuse de burlesque. Elles tombent toutes deux amoureuses du même homme divorcé.

## Fiche technique
- Titre : Dance, Girl, Dance
- Réalisation : Dorothy Arzner
- Scénario : Frank Davis et Tess Slesinger, d'après une histoire de Vicki Baum
- Décorateur de plateau : Darrell Silvera
- Costumes : Edward Stevenson
- Chorégraphe : Ernst Mátray
- Photographie : Russell Metty et Joseph H. August (non crédité)
- Montage : Robert Wise
- Producteurs : Harry E. Edington (de) et Erich Pommer
- Société de production et de distribution : RKO Pictures
- Direction artistique : Van Nest Polglase
- Pays de production :  États-Unis
- Langue originale : anglais américain
- Format : noir et blanc — 35 mm — 1,37:1 — son : mono (RCA Recording System)
- Genre : comédie dramatique
- Durée : 90 minutes
- Date de sortie : 
  - États-Unis : 30 août 1940
  - France : 13 juin 1941[1] (sortie partielle)

## Distribution
- Maureen O'Hara : Judy O'Brien
- Lucille Ball : Bubbles / Tiger Lily White
- Louis Hayward : Jaes "Jimmy" Harris Jr.
- Virginia Field : Elinor Harris
- Ralph Bellamy : Steve Adams
- Maria Ouspenskaya : Madame Lydia Basilova
- Mary Carlisle : Sally
- Katharine Alexander : Miss Olmstead
- Edward Brophy : Dwarfie Humblewinger
- Walter Abel : le juge
- Emma Dunn : Mrs. Simpson
- Sidney Blackmer : "Puss in Boots"
- Ludwig Stossel : Cesar
- Ernest Truex : Bailey #1
- Chester Clute : Bailey #2
- Gino Corrado : Gino (non crédité)
- Barry Norton : le patron de théâtre désapprobateur (non crédité)

## Autour du film
Ce film est devenu le film le plus connu de sa réalisatrice pour la danse hula exécutée par Lucille Ball, et le discours féministe de Maureen O'Hara contre le public élégant venu regarder des danseuses déshabillées.

## Distinction
- National Film Preservation Board en 2007.